# História militar do Brasil
A história militar do Brasil é marcada pelas forças de defesa e as Forças Armadas do Brasil, que se formaram ao longo de toda a série de conflitos ocorridos na História do país. Embora tenham sido institucionalmente formadas tardiamente (Exército, em 1824; Marinha, em 1824; e Força Aérea, em 1941), as forças armadas brasileiras remontam as suas origens às disputas do período colonial e da Guerra de Independência.

## Forças armadas portuguesas na América (1500 - 1822)

### Período colonial (1500–1808)
No Brasil Colônia, o rei D. Manuel I, mandou organizar expedições militares com a finalidade de proteger os domínios portugueses na América, então recém-descobertos. À medida que colonização avançou na Capitania de Pernambuco e na Capitania de São Vicente, as autoridades militares nativas e bases da organização defensiva da colônia começaram a ser esboçadas para fazer frente às ambições dos franceses, ingleses e holandeses.
O primeiro confronto entre europeus portugueses e espanhóis na America do Sul, ocorreu entre os anos de 1534 e 1536 na Guerra de Iguape, no  sul do atual estado de São Paulo, onde alguns espanhóis se instalaram.
Outras intervenções relevantes foram a expulsão dos franceses da baía da Guanabara (França Antártica), em 1566, e de São Luís (Maranhão) (França Equinocial), em 1615.
No período colonial as unidades militares existentes no Brasil seguiam o padrão usado em Portugal e eram divididas em três categorias: as tropas de 1° linha (chamadas de Tropas Pagas) que era o exército profissional, as tropas de 2° linha (Tropas auxiliares e Milícias) e as tropas de 3° linha (Tropas de Ordenança).
À medida que avançou a interiorização através do amplo movimento de expansão territorial no século XVII e do início do século XVIII, as entradas e bandeiras, com seus bugreiros e bandeirantes, forçaram a organização da defesa do território recém conquistado. As forças expedicionárias de caráter eminentemente militar iniciaram a utilização da população local, particularmente da região de São Paulo, pelos capitães-mores, em busca de riquezas ou da escravização dos indígenas. Houve diversos choques com tribos hostis, como os caiovás e cadivéus na região do Mato Grosso, os caetés na da Bahia e a Confederação dos Tamoios na do Rio de Janeiro.

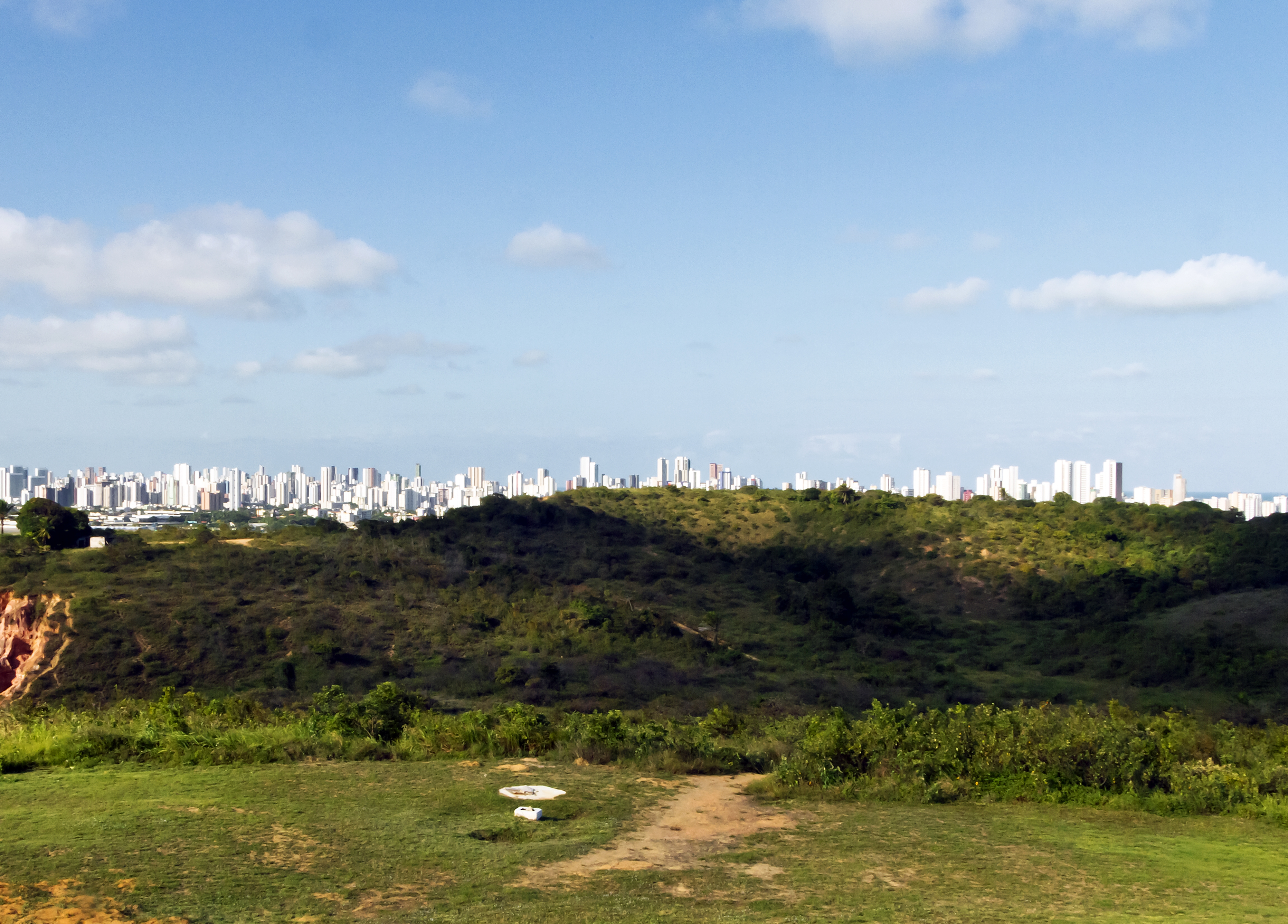
Morro dos Guararapes, local onde foram travadas as Batalhas dos Guararapes, com Recife ao fundo. O Parque Histórico Nacional dos Guararapes é bem tombado pelo IPHAN.

A guerra contra os holandeses e a Insurreição Pernambucana, no século XVII, pela primeira vez mobilizou grandes efetivos no país, e particularmente começou a haver um sentimento de defesa nacional, independentemente da influência da Coroa.
A primeira Batalha dos Guararapes (19 de abril de 1648) marcou o início da organização do exército como força genuinamente brasileira formada por brancos locais, liderados por André Vidal de Negreiros, indígenas, liderados por Filipe Camarão e negros/mulatos, liderados por Henrique Dias. A data da batalha é comemorada como o aniversário do Exército Brasileiro, tradição estabelecida no século XX.
Ainda no contexto da Guerra Luso-Holandesa, tropas brasileiras foram usadas pela primeira vez em uma missão no exterior, em 1648, quando uma expedição comandada por Salvador Correia de Sá, composta por 15 navios e 1 400 homens, partiu do Rio de Janeiro com ordens de realizar a reconquista de Angola, que se encontrava dominada por holandeses a 7 anos.
As forças militares (junto com os bandeirantes) também foram usadas para reprimir os quilombos, comunidades formadas por escravos fugidos das plantações. O maior desses conflitos foi a Guerra dos Palmares, na qual se sobressaíram os líderes estrategistas Ganga Zumba e Zumbi, de um lado, e Domingos Jorge Velho, do outro.
Ao longo do século XVIII o Brasil Colonial vivenciou diversos conflitos internos que demandaram intervenções militares, como a Guerra dos Emboabas (1707–1709), a Guerra dos Mascates (1710–1711), a Revolta de Vila Rica (1720) e nas fronteiras, principalmente no extremo sul. Naquela época, eram frequentes os choques entre luso-brasileiros e hispano-platinos, além disso, a força terrestre enfrentou ameaças como a Guerra Guaranítica.
Em 1680 o governador do Rio de Janeiro, seguindo as determinações da Coroa Portuguesa fundou, na margem esquerda do rio da prata, a Colônia do Sacramento, fronteiro a Buenos Aires, na margem oposta. Os colonos espanhóis de Buenos Aires nunca viram com bons olhos a presença portuguesa naquela região e esse foi o motivo de diversos conflitos que vieram a acontecer nos anos seguintes. Em 1705 colonos portugueses e espanhóis voltam a se enfrentar no Rio da Prata devido à participação portuguesa na Guerra de Sucessão Espanhola. A Colônia do Sacramento é tomada pelos espanhóis e devolvida em 1715, em decorrência do tratado de Utrecht. Em 1723 brasileiros vindos do Rio de Janeiro, seguindo ordens do rei D. João V, fundaram o povoado de Montevidéu, que foi tomado pelos espanhóis de Buenos Aires logo no ano seguinte. Em 1736, em decorrência de uma crise diplomática entre as coroas de Espanha e Portugal, D. João V envia uma poderosa esquadra para o sul do Brasil, para garantir a segurança da colônia do Sacramento na Campanha do Rio da Prata.
Visando evitar a ocupação espanhola do sul do Brasil e o consequente isolamento da Colônia do Sacramento, Portugal inicia uma colonização de povoamento dessa região e cria as capitanias de Rio Grande de São Pedro (1737) e Santa Catarina (1738). Em 1762 Portugal entra na guerra dos sete anos ao lado da Inglaterra contra a Espanha e a França, em consequência disso, o governador de Buenos Aires, Pedro de Cevallos invade a Colônia do Sacramento, o Rio Grande do Sul e Santa Catarina (Guerra hispano-portuguesa de 1762-1763), além de uma tentativa fracassada de invasão do Mato Grosso vinda do Peru (Guerra Mojenha). Ao final dessa guerra Sacramento e Santa Catarina são devolvidos a Portugal, mas o Rio Grande permanece ocupado pelos espanhóis.
Durante a Guerra dos Sete Anos o Marquês de Pombal tentou organizar de forma mais profissional o exército colonial, contratando para esse fim o conde Wilhelm Schaumburg-Lippe, militar alemão, que trouxe para auxiliá-lo vários oficiais estrangeiros, entre eles João Henrique Böhm. Em 1767 Böhn foi enviado ao Brasil para reorganizar as tropas brasileiras, conforme o Conde de Lippe já havia feito com o exército português. Integravam a comitiva de Böhn três regimentos de Infantaria vindos de Moura, Bragança e Extremoz e cerca de 70 oficiais já familiarizados com a doutrina militar do Conde Lippe, composta de 13 regulamentos. Sua missão era uniformizar e unificar o Exército Colonial do Brasil e subordiná-lo a um Comando Geral Superior. Até então o Exército Colonial do Brasil não possuía uma Doutrina Militar padrão. Cada tropa seguia as indicações, caprichos e conhecimentos de cada comandante, além das diferenças de cada Capitania. Dentre os planos de Böhn estava a recuperação do Rio Grande do Sul e a fortificação das bases militares terrestres e navais do Rio de Janeiro e da Ilha de Santa Catarina. Com a ajuda dos engenheiros militares Marechal Jaques Funk, Coronel José Custódio Faria e Capitão Francisco Róscio o Rio tornou-se uma das cidades mais bem protegida do mundo.
Na reorganização promovida por Böhm, construíram-se quartéis, casas de armas, fortificações e hospitais. A guarnição do Rio de Janeiro passou a ser centro de preparação para as tropas que demandavam o sul.
A missão de retomada do Rio Grande do Sul acabou resultando na Guerra Hispano-Portuguesa de 1776-1777 e teve como resultado a retomada do Rio Grande do Sul pelos portugueses e a conquista da Colônia do Sacramento pelos espanhóis.

No século XIX, já no contexto das Guerras Napoleônicas, Tropas coloniais luso-brasileiras ainda lutaram na Guerra de 1801 contra os colonos espanhóis, na Guerra de 1809 contra os franceses e novamente contra os colonos espanhóis da Banda Oriental (atual Uruguai) na invasão de 1811 e na invasão de 1816.

Tropas do Brasil colonial da segunda metade do século XVIII.
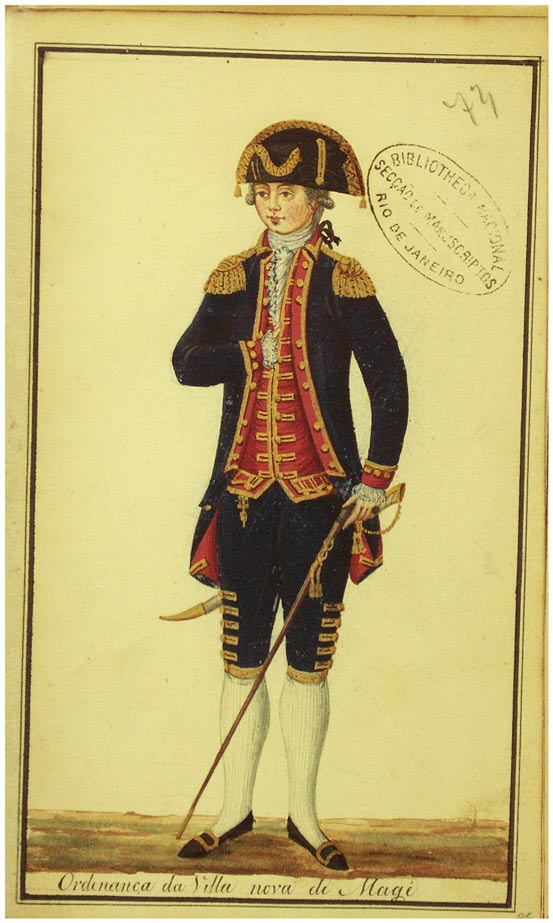
Soldado de Ordenança da vila de Magé
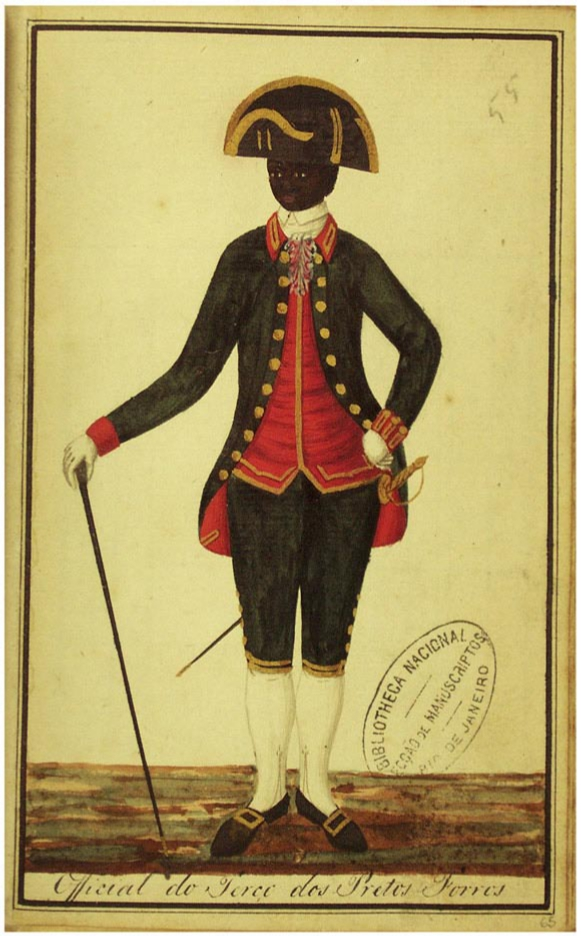
Oficial do Terço Auxiliar do "Pretos Forros"
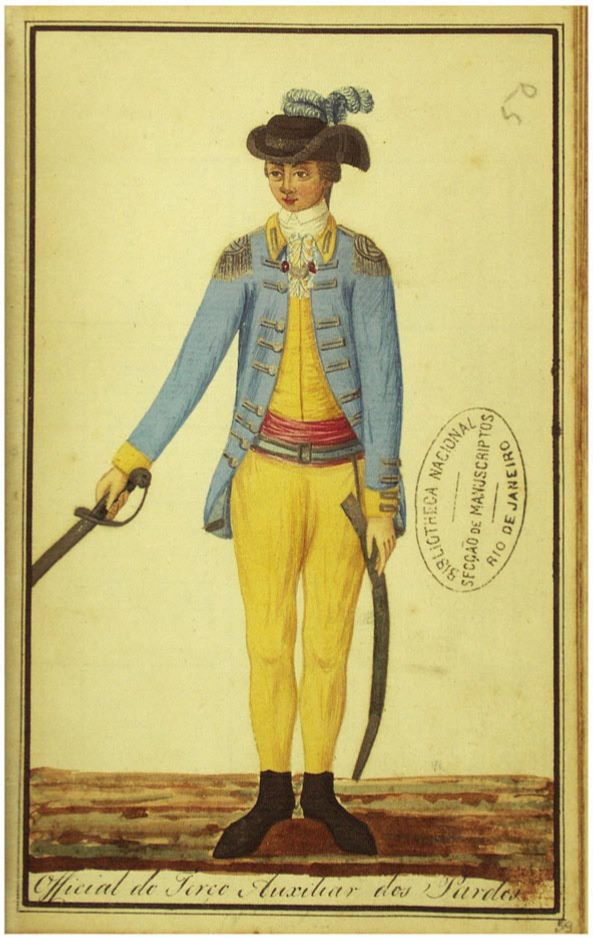
Oficial do Terço Auxiliar dos "Homens Pardos"
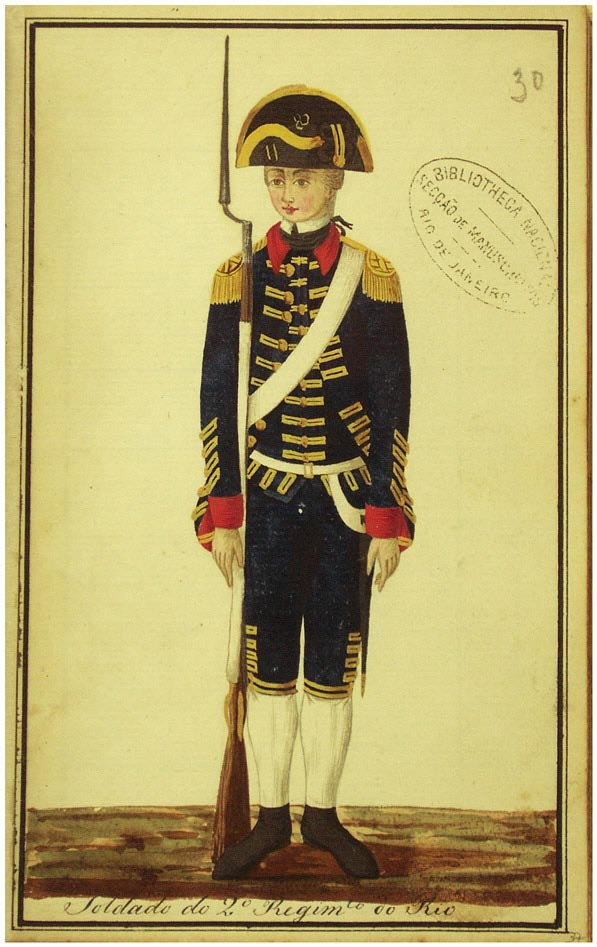
Soldado do 1° Regimento do Rio de Janeiro (Tropa Paga)
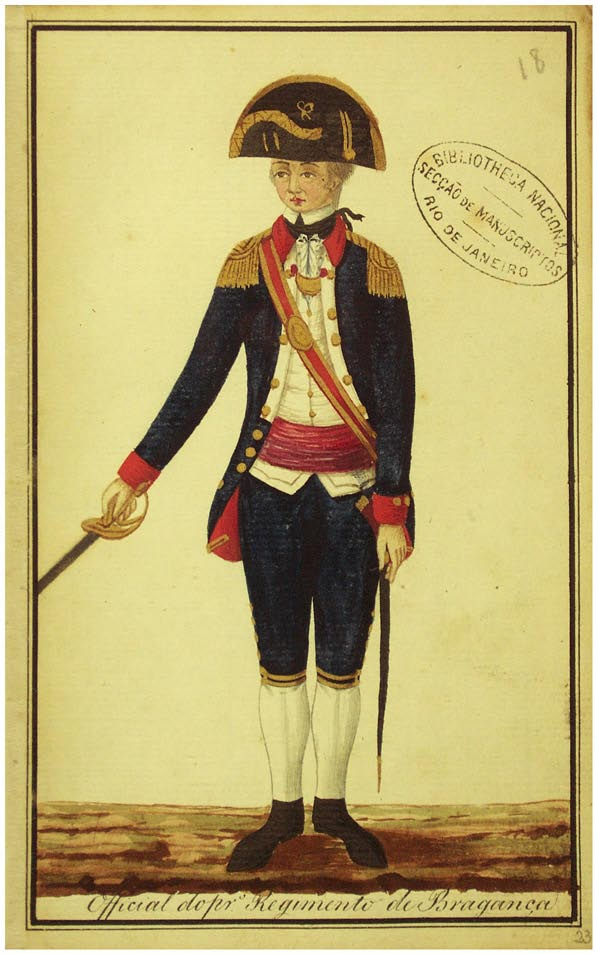
Oficial do regimento de Bragança (Tropa Paga)
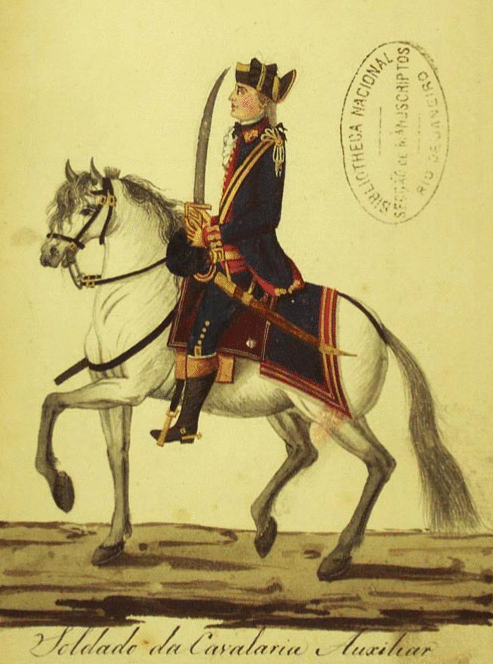
Soldado da Cavalaria Auxiliar

### Período Joanino (1808–1822)

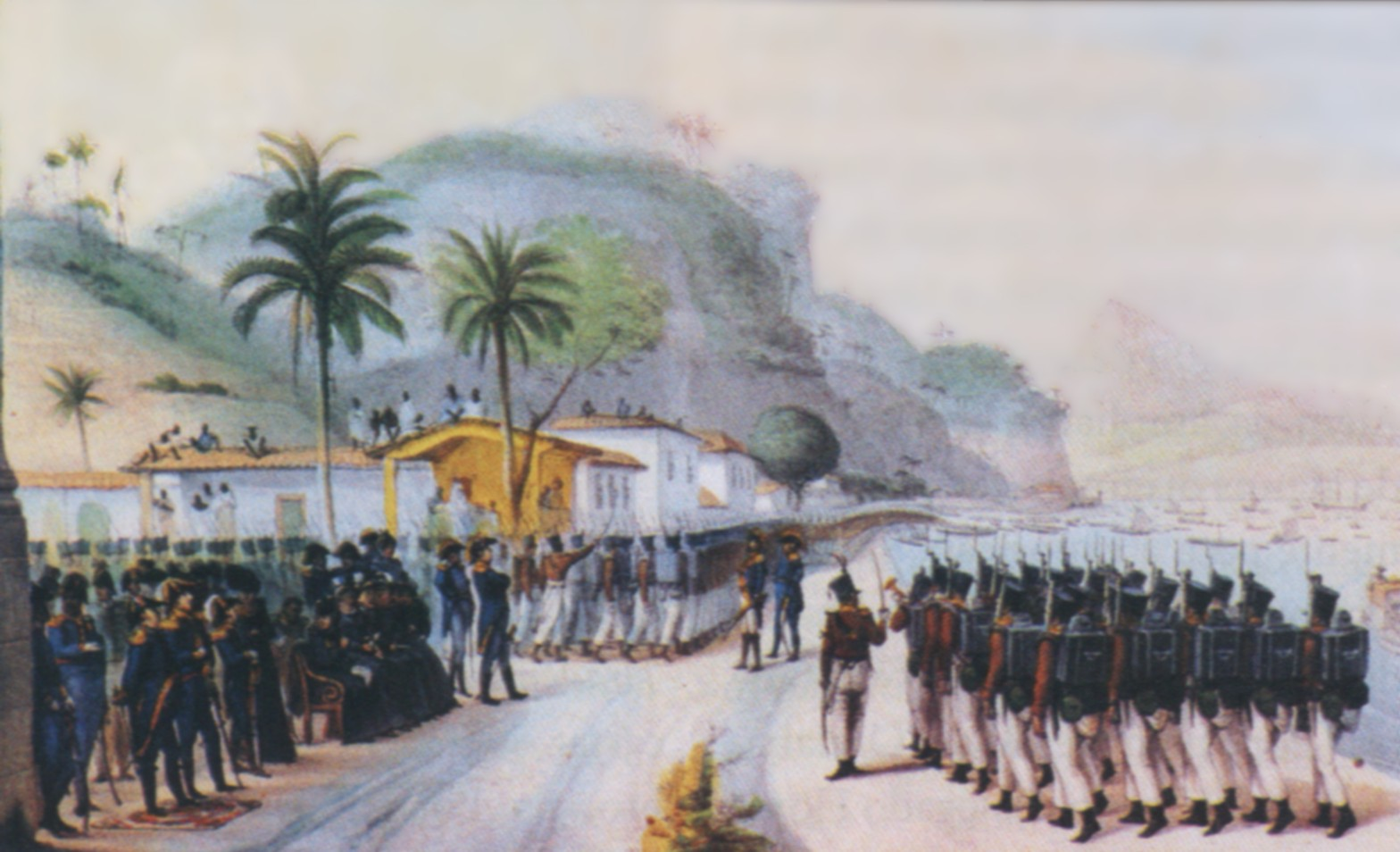
Embarque das tropas Luso-brasileiras, no Rio de Janeiro, destinadas a atacar Montevidéu durante a Guerra contra Artigas, em 7 de Junho de 1816.

Com a invasão de Portugal pelas tropas de Napoleão houve a transferência da corte portuguesa para o Brasil (1808–1821). Em 1810, foi criada a Real Academia Militar, no Rio de Janeiro. O curso tinha a duração de sete anos. Foram organizados os hospitais militares e os arsenais de guerra. Foram construídas indústrias de armas e fábricas de pólvora. A estrutura militar se organizou e se modernizou. As tropas de primeira linha começaram a admitir brasileiros. Estes passaram a integrar os regimentos de cavalaria do Rio de Janeiro, Minas Gerais, São Paulo e Rio Grande do Sul, os corpos de artilharia de Santos, Santa Catarina e capitanias do norte e os batalhões de caçadores do Rio Grande do Sul.
Em 1815, com a elevação da colônia à categoria de reino muitas tropas regulares de Portugal desembarcaram no Brasil. A primeira era a divisão do Visconde da Laguna, Carlos Frederico Lecor. Esta época foi de importância extrema para a organização do sistema militar brasileiro. Começou a haver maior autonomia em relação a Portugal culminando com a criação do Ministério da Guerra e a centralização de todas as forças militares de terra. Mercenários (como o Lorde Cochrane) foram contratados para combater a Revolução Pernambucana e acabaram compondo o primeiro oficialato fixo das forças armadas brasileiras.

## Forças armadas brasileiras (depois de 1822)

### Guerras de Independência e criação das forças armadas brasileiras (1822–1828)

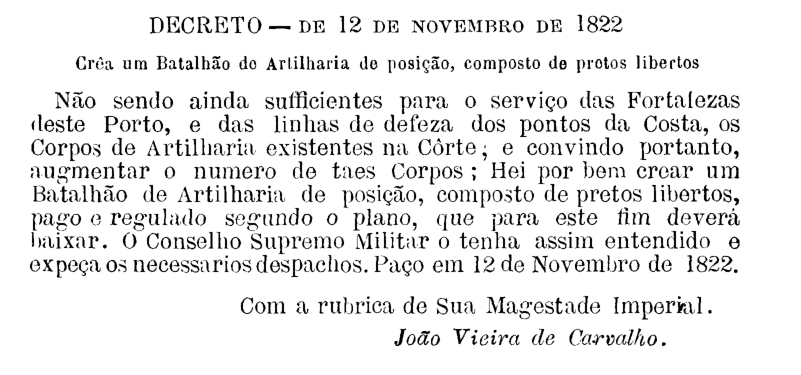
Decreto imperial de criação de um batalhão militar de negros libertos em 1822.

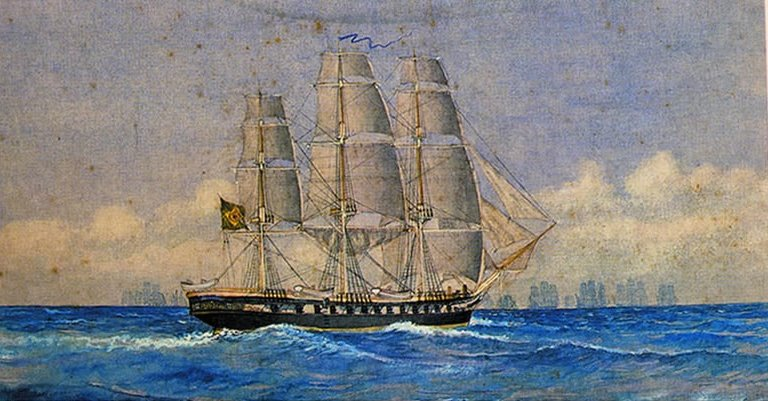
Fragata Niterói da Armada Imperial Brasileira, sob comando de João Taylor e numa ação solitária que durou quase um ano, perseguiu navios portugueses até as proximidades de Lisboa, capturando 19 embarcações de Portugal (aquarela do vice-almirante Trajano Augusto de Carvalho).

À época da Independência do Brasil, não foi alheia ao governo da nação recém-emancipada, a necessidade da operação de uma força bélica naval, capaz de sustentar os compromissos e atender as providências requeridas face à vasta extensão da costa e riqueza da rede hidrográfica do território, capaz de assegurar o comércio e as comunicações entre as suas diversas regiões.
Desse modo, a 10 de novembro de 1822, foi solenemente içado, a bordo da nau "Martim de Freitas" — rebatizada como "Pedro I" e capitânia da Armada Imperial Brasileira em formação -, pela primeira vez, o pavilhão nacional, sob salva de 101 tiros. A Esquadra teria, dali em diante, papel decisivo na Guerra de Independência do Brasil. Logo após a independência, em decreto mandado redigir por D. Pedro I, em 1º de dezembro de 1824, foram organizadas as forças militares brasileiras.
Também no norte, os mercenários contratados pelo Império foram usados para sufocar a Confederação do Equador. No sul, travou-se a Guerra da Cisplatina, entre o Brasil e a Argentina junto com rebeldes uruguaios (1825-1828). Mais tarde, estes mercenários amotinaram-se e chegaram a tentar sequestrar D. Pedro I.

### Consolidação (1828–1865)

Em 1838, o governo tentava suprimir quatro revoltas ao mesmo tempo.

O exército imperial brasileiro foi reorganizado em 1831, em seguida, foi criada a Guarda Nacional, foram extintos os antigos corpos de milícias e ordenanças e as guardas municipais.
Desde 1837 começou a haver a tentativa do serviço militar obrigatório no Brasil. A legislação tentou em vão em 1822, 1837, 1841, 1848 e 1852, a resolver o problema do recrutamento obrigatório. Porém, mais por razões políticas do que militares, não foi resolvido.
O exército imperial brasileiro foi se formando ao longo das sucessivas revoltas do Período Regencial, como a Cabanada, a Cabanagem, a Sabinada, a Balaiada, a Federação do Guanais e a Revolta dos Malês. A maior delas, no entanto, que durou dez anos e chegou à escala de uma verdadeira guerra civil, foi a Revolução Farroupilha (1835-1845), travada no Rio Grande do Sul e em Santa Catarina contra rebeldes separatistas e republicanos.
Com a ascensão de D. Pedro II, as forças armadas continuaram se desenvolvendo e o Brasil tomou uma posição externa mais ofensiva e intervencionista, principalmente na região do Prata, onde ocorreram as guerras contra Oribe e Rosas, contra Aguirre e a maior de todas, a Guerra do Paraguai (1865–1870).

### Guerra do Paraguai (1865–1870)
Em 1865, ao eclodir a Guerra do Paraguai, o Brasil não estava em condições de enfrentar o inimigo. Isso ocorreu devido ao fato de o Império negligenciar o preparo de suas forças armadas.
O exército imperial contava com apenas 16 834 oficiais e praças, disseminados pelas províncias num território de tamanho continental. Foi o Duque de Caxias quem reorganizou o exército de forma eficiente, mesmo assim só após cinco anos de luta. O general Manuel Luís Osório também teve importantíssima participação.
A guerra também teve importantes batalhas navais, como a batalha do Riachuelo, comandada pelo Almirante Barroso.

### Questão militar e republicanismo (1870–1889)
Parte da historiografia brasileira aponta a consolidação do exército, resultado da Guerra do Paraguai, como um dos principais fatores desestabilizantes da Monarquia, na medida em que o corpo militar identificou-se, em torno de preceitos positivistas, e adquiriu, por isso, maior ressonância política depois de 1870. Deveriam, portanto, tomar as rédeas do Estado para que este reformasse a sociedade brasileira, ainda que fosse por vias autoritárias, mas respeitando o ideário republicano. Não se deve entender, contudo, que os militares representavam um grupo político homogêneo; a marinha, por exemplo, era bastante identificada com a monarquia; os militares da Praia Vermelha também não se coadunavam necessariamente com os gaúchos positivas.
De todo modo, a ascensão política dos militares foi fundamental para a Proclamação da República. As elites locais de SP, MG e RJ uniram-se em torno do Marechal Deodoro da Fonseca para que realizassem a revolução, que ocorreu a 15 de novembro de 1889, com a marcha do Marechal para o Ministério da Guerra, onde reuniam-se os líderes monarquistas. Destaca-se, entretanto, que a participação dos militares na proclamação não exclui a coexistência de outros fatores de queda da monarquia, quais sejam a questão escravista e o desentendimento entre o Império e a Igreja Católica, entre outros.

### Revoltas da República Velha (1889–1932)
No período de 1889 a 1932, as forças armadas brasileiras foram usadas basicamente na repressão a diversas rebeliões internas que beiraram guerras civis. Nestas ocasiões, as armas brasileiras atiraram contra os próprios alvos brasileiros (inclusive civis), como nos bombardeios a São Paulo em 1924 e 1932, ou na Guerra de Canudos no interior da Bahia, nas revoltas da Armada e da Chibata no Rio de Janeiro e na Revolução Federalista gaúcha (1893–1894).
No ano seguinte à Proclamação da República, em 1890, o ensino militar no Brasil foi reformado. Isto ocorreu por inspiração pelos ideais positivistas dos líderes republicanos. Nas escolas militares e nas casernas pregava-se a ideia de uma paz universal duradoura (o que não impediu o envolvimento em várias situações de combate dentro do país, como a Revolta da Armada).
O marechal Hermes da Fonseca, ao assumir a pasta da Guerra em 1906, deu vigoroso impulso à reforma da estrutura militar do país. Estabeleceu o serviço militar obrigatório, por sorteio, e reorganizou o exército em bases modernas, reequipando-o. A lei do sorteio teve muitos protestos, porém, foi efetivamente aplicada em 1916, por contingência da Primeira Guerra Mundial.
Em 1919, o Exército Brasileiro foi reorganizado por uma missão militar francesa, chefiada pelo general Maurice-Gustave Gamelin. O movimento modernizante continuou após 1930, como resultado do processo revolucionário que alterou a vida nacional.
Militares de esquerda se rebelaram e fizeram a longa Coluna Prestes, que marchou durante 3 anos pelo interior do Brasil e seguiu enfrentando tropas oficiais, jagunços e cangaceiros encomendados sem nunca ser vencida, até cruzar a fronteira se refugiar na Bolívia.
O Estado Novo transferiu em 1938 para o ministro da Guerra as funções efetivas de comando, passando o Estado-Maior a órgão assessor, sem as prerrogativas e responsabilidades deferidas pela legislação anterior.

### Primeira Guerra Mundial (1914–1918)
O Brasil participou da Primeira Guerra Mundial, declarando guerra às potências centrais (Alemanha, Império Otomano e Áustria-Hungria) e chegou a enviar um pequeno contingente.

### Segunda Guerra Mundial (1943–1945)
A participação do Brasil na Segunda Guerra Mundial se deu com a criação e o envio da Força Expedicionária Brasileira, que lutou na campanha de libertação da Itália contra o Eixo a partir de 1944.
Em 1939, no início da Segunda Guerra Mundial, a forma como se desenvolviam os combates no além-mar surpreendeu e revelou o despreparo das forças armadas brasileiras para enfrentar as exigências do conflito. Somando-se às carências materiais típicas de um país com insuficiência de recursos financeiros, havia ainda toda uma organização militar estruturada nos moldes da I Guerra Mundial.
Após amplo debate e campanhas na imprensa, Getúlio Vargas, em 20 de janeiro de 1941, assinou o Decreto 2961, criando o Ministério da Aeronáutica e estabelecendo a fusão das forças aéreas do Exército e da Marinha numa só corporação, denominada Forças Aéreas Nacionais. Pouco depois, em maio de 1941, um novo decreto mudou o nome da recém-nascida força aérea para Força Aérea Brasileira (FAB), nome que permanece até os dias de hoje.
A Força Aérea Brasileira obteve seu batismo de fogo durante a II Guerra Mundial participando da guerra anti-submarino no Atlântico Sul e, na Europa, como integrante da Força Expedicionária Brasileira que lutou ao lado dos Aliados na frente italiana.
Foram enviadas para a Itália mais de 25 mil soldados e duas unidades aéreas da FAB, o 1º Grupo de Aviação de Caça, o Senta Pua!, e a Primeira Esquadrilha de Ligação e Observação (1ª ELO).

### Ordem democrática (1945–1964)
Os militares (com os generais Dutra, Góis Monteiro e o brigadeiro Eduardo Gomes à frente) tiveram papel crucial na derrubada de Getúlio Vargas e no restabelecimento da democracia assim que a guerra na Europa terminou. Desde então militares fizeram nova pressão para a queda de Getúlio em 1954, agora já como presidente eleito por voto direto. Desta vez, no entanto, o presidente cometeu suicídio, o que causou uma comoção nacional e preveniu um golpe militar.
Quando conservadores tentaram impedir a posse do presidente eleito Juscelino Kubitschek, o comandante do exército Henrique Teixeira Lott mobilizou tropas para garanti-la. Durante o governo de JK, militares de baixa patente se revoltaram nas bases de Jacareacanga e Aragarças.

### Ditadura Militar (1964–1985)
A partir de 1960, passou a estudar e desenvolver (em conjunto com a inteligência estadunidense) uma doutrina própria, adaptada às condições e à realidade brasileiras: a Doutrina de Segurança Nacional. Fortemente ideologizados, os militares brasileiros assumiram a narrativa da ameaça comunista no Brasil e decidiram passar das intervenções esporádicas na vida política nacional ao controle total do Estado. Neste período o Exército Brasileiro tornou-se o terceiro maior do mundo (em número absoluto de soldados), atrás apenas de EUA e URSS.
Após o golpe de 1964 e durante todo o período da ditadura militar, o Exército participou de operações de repressão a movimentos de guerrilha urbana e rural (ver Luta armada e Anos de chumbo). Com a promulgação da constituição, em 1988, o Exército e as demais Forças Armadas se afastaram do núcleo político brasileiro, voltando-se para suas missões constitucionais.
O Exército Brasileiro também participou da invasão da República Dominicana pelos EUA em 1965.

### Época contemporânea (1985–2013)
Desde 1980 foi permitido a mulheres ingressarem na Marinha, em funções administrativas.
Com o novo cenário internacional após o fim da bipolaridade Estados Unidos da América — União Soviética, o Exército foi chamado a respaldar a política externa brasileira, passando a atuar em diversas missões de paz patrocinadas pela ONU, tais como em Angola, Moçambique e Timor-Leste, além de enviar diversos observadores militares para várias regiões do mundo em conflito. No ano de 2004 o Exército Brasileiro passou a comandar as forças de paz que se encontram no Haiti.
Na atualidade, a Marinha do Brasil encontra-se equipada com um navio-aeródromo, seis fragatas Classe Niterói modernizadas, três fragatas Classe Greenhalgh, quatro corvetas, um contratorpedeiro, dois navios-tanque, dois navios de desembarque-doca, um navio de desembarque de carros de combate, um navio de transporte de tropas, cinco submarinos, um navio-escola, um navio-veleiro e um navio de socorro submarino.
A esta força no mar, nos céus somam-se um Esquadrão de Aviões AF-1 (A-4 Skyhawk), um Esquadrão de Helicópteros de Esclarecimento e Ataque, um Esquadrão de Helicópteros Antissubmarinos, cinco Esquadrões de Helicópteros de Emprego Geral e um Esquadrão de Helicópteros de Instrução.
Em 9 de novembro de 2003, foi inaugurado em Pianoro, Itália, mais precisamente no distrito de Livergnano, uma placa em homenagem ao segundo tenente-aviador John Richardson Cordeiro e Silva, primeiro piloto da FAB abatido em combate, e a todos os demais integrantes da Força Aérea que estiveram lutando na Itália durante a Segunda Guerra Mundial. A placa foi agregada ao monumento já existente em homenagem aos que morreram combatendo os nazifascistas na guerra. A localidade de Livergnano foi escolhida por ter sido o local onde a aeronave de caça do tenente Cordeiro e Silva, um P-47 Thunderbolt, foi abatida em 6 de novembro de 1944, pela temida Flak, bateria antiaérea alemã, no regresso de uma missão de combate no norte da Itália.

## Participação em operações de paz
No âmbito da participação do país na Organização das Nações Unidas (ONU) e na Organização dos Estados Americanos (OEA), as Forças Armadas Brasileiras têm enviado efetivos ao exterior. Entre essas operações, destacam-se, por região:

### América do Sul
- 1995 a 1999 — Missão de Observadores Militares do Equador–Peru (MOMEP)
- 2002 a atual — Missão de Assistência para a Remoção de Minas (MARMINAS), entre o Equador e o Peru

### América Central
- Maio de 1965 a Setembro de 1966 — Força Interamericana de Paz (FIP)
- Maio de 1965 a Outubro de 1966 — Missão de Representante Especial do Secretário-Geral da ONU na República Dominicana (DOMREP)
- 1989 a Janeiro de 1992 — Grupo de Observação das Nações Unidas na América Central (ONUCA)
- 1991 e 1992 — Missão de Observação das Nações Unidas em El Salvador (ONUSAL)
- 1991 a atual — Missão de Assistência para a Remoção de Minas na América Central (MARMINCA)
- Novembro de 1994 a Janeiro de 1997 — Missão de Verificação das Nações Unidas na Guatemala (MINUGUA)
- 2004 a 2017 — Missão das Nações Unidas para a estabilização no Haiti (MINUSTAH)

### Oriente Médio
- Janeiro de 1957 a Janeiro de 1967 — Primeira Força de Emergência das Nações Unidas (UNEF 1), no Egito, contingente popularmente conhecido como Batalhão Suez.

### Europa
- 1948 e 1949 — Comitê Especial das Nações Unidas para os Bálcãs (UNSCOB)
- Maio de 1995 a Janeiro de 1996 — Operação de Restauração da Confiança das Nações Unidas na Croácia (UNCRO)
- 1995 a atual — Força de Manutenção da Paz das Nações Unidas no Chipre (UNFICYP)
- 1996 a 2002 — Missão das Nações Unidas em Prevlaka (UNMOP)
- 1995 e 1999 — Força de Desdobramento Preventivo das Nações Unidas (UNPREDEP)
- Agosto de 1992 a Março de 1995 — Força de Proteção das Nações Unidas (UNPROFOR), na antiga Iugoslávia
- Janeiro de 1996 a Janeiro de 1998 — Administração Transitória das Nações Unidas para a Eslavônia Oriental, Barânia e Sírmia Ocidental (UNTAES)

### África
- Julho de 1960 a Julho de 1964 — Operação das Nações Unidas no Congo (ONUC)
- Janeiro de 1989 a Maio de 1991; Maio de 1991 a Fevereiro de 1995; Agosto de 1995 a Julho de 1997 — Primeira Missão de Verificação das Nações Unidas em Angola (UNAVEM 1)
- Janeiro de 1993 a Dezembro de 1994 — Operação das Nações Unidas em Moçambique (ONUMOZ)
- Maio de 1993 — Missão de Observação das Nações Unidas na Libéria (UNOMIL)
- Junho de 1993 a Setembro de 1994 — Missão de Observação das Nações Unidas em Uganda-Ruanda (UNOMUR)
- Julho de 1997 a Fevereiro de 1999 — Missão de Observação das Nações Unidas em Angola (MONUA)
- Agosto de 2002 a Fevereiro de 2003 — Missão das Nações Unidas em Angola (UNMA)
- Outubro de 2003 a atual — Operação das Nações Unidas na Costa do Marfim (ONUCI)
- 2003 a 2004 — Missão das Nações Unidas na Costa do Marfim (MINUCI)
- 2003 a atual — Missão das Nações Unidas na Libéria (UNMIL)
- 2004 a atual — Missão das Nações Unidas na Guiné-Bissau (UNOGBIS)
- Missão das Nações Unidas de Paz no Sudão (UNMIS)

### Ásia
- 1965 — Missão de Observação das Nações Unidas na Índia-Paquistão (UNIPOM)
- 1999 a 2002 — operações INTERFET, UNAMET, UNIPOM, UNMISET, UNSF e UNTAET, no Timor-Leste.

### Oceania
- 1962 — Força de Segurança das Nações Unidas na Nova Guiné (UNSF)
- 1999 a 2002 — operações INTERFET, UNAMET, UNIPOM, UNMISET, UNSF